# Champs-sur-Yonne
Pour les articles homonymes, voir Champs.
Champs-sur-Yonne est une commune française située dans le département de l'Yonne, en région Bourgogne-Franche-Comté. Champs-sur-Yonne fait partie de la communauté d'agglomération de l'Auxerrois depuis le 1er janvier 2013.

## Géographie

### Climat
Pour des articles plus généraux, voir Climat de la Bourgogne-Franche-Comté et Climat de l'Yonne.
En 2010, le climat de la commune est de type climat océanique dégradé des plaines du Centre et du Nord, selon une étude du Centre national de la recherche scientifique s'appuyant sur une série de données couvrant la période 1971-2000. En 2020, Météo-France publie une typologie des climats de la France métropolitaine dans laquelle la commune est exposée à un climat océanique altéré et est dans la région climatique  Lorraine, plateau de Langres, Morvan, caractérisée par un hiver rude (1,5 °C), des vents modérés et des brouillards fréquents en automne et hiver. 
Pour la période 1971-2000, la température annuelle moyenne est de 11 °C, avec une amplitude thermique annuelle de 15,4 °C. Le cumul annuel moyen de précipitations est de 708 mm, avec 11,1 jours de précipitations en janvier et 7,4 jours en juillet. Pour la période 1991-2020, la température moyenne annuelle observée sur la station météorologique de Météo-France la plus proche, « Chablis_sapc », sur la commune de Chablis à 17 km à vol d'oiseau, est de 11,6 °C et le cumul annuel moyen de précipitations est de 740,3 mm. 
La température maximale relevée sur cette station est de 42,6 °C, atteinte le 25 juillet 2019 ; la température minimale est de −24,2 °C, atteinte le 16 janvier 1985,,. 
Les paramètres climatiques de la commune ont été estimés pour le milieu du siècle (2041-2070) selon différents scénarios d'émission de gaz à effet de serre à partir des nouvelles projections climatiques de référence DRIAS-2020. Ils sont consultables sur un site dédié publié par Météo-France en novembre 2022.

## Urbanisme

### Typologie
Au 1er janvier 2024, Champs-sur-Yonne est catégorisée bourg rural, selon la nouvelle grille communale de densité à sept niveaux définie par l'Insee en 2022.
Elle est située hors unité urbaine. Par ailleurs la commune fait partie de l'aire d'attraction d'Auxerre, dont elle est une commune de la couronne,. Cette aire, qui regroupe 104 communes, est catégorisée dans les aires de 50 000 à moins de 200 000 habitants,.

### Occupation des sols
L'occupation des sols de la commune, telle qu'elle ressort de la base de données européenne d’occupation biophysique des sols Corine Land Cover (CLC), est marquée par l'importance des territoires agricoles (64,1 % en 2018), en diminution par rapport à 1990 (66,8 %). La répartition détaillée en 2018 est la suivante : 
terres arables (34,8 %), zones agricoles hétérogènes (27,9 %), zones urbanisées (19,6 %), eaux continentales (8,6 %), forêts (7,3 %), prairies (1,2 %), milieux à végétation arbustive et/ou herbacée (0,4 %), cultures permanentes (0,2 %). L'évolution de l’occupation des sols de la commune et de ses infrastructures peut être observée sur les différentes représentations cartographiques du territoire : la carte de Cassini (XVIIIe siècle), la carte d'état-major (1820-1866) et les cartes ou photos aériennes de l'IGN pour la période actuelle (1950 à aujourd'hui).

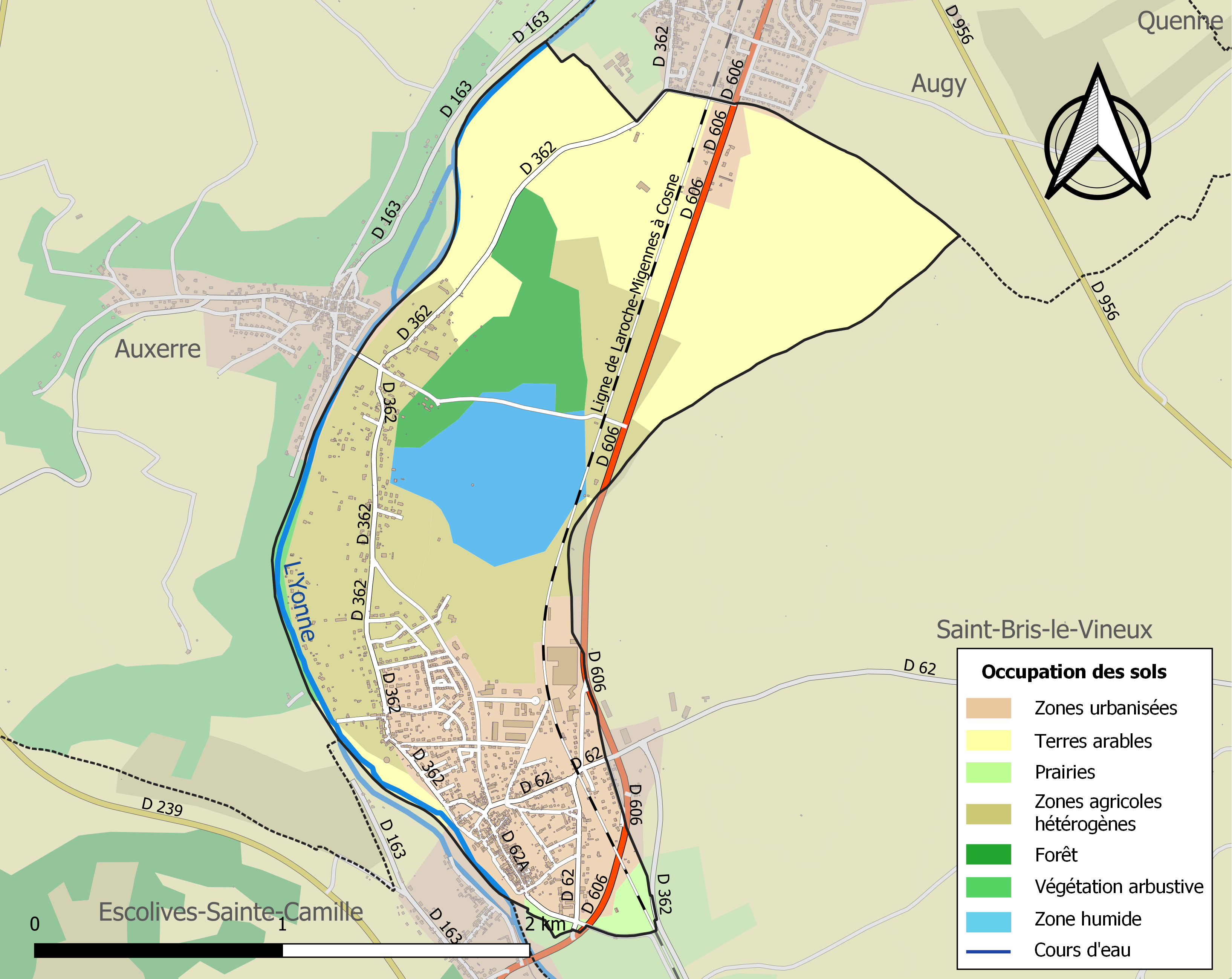
Carte des infrastructures et de l'occupation des sols de la commune en 2018 (CLC).

## Histoire
Le 9 janvier 1965, Champs prend le nom de Champs-sur-Yonne.

## Politique et administration

### Liste des maires
| Période                                  | Période   | Identité              | Étiquette | Qualité |
| ---------------------------------------- | --------- | --------------------- | --------- | ------- |
| Les données manquantes sont à compléter. |           |                       |           |         |
| 1835                                     | 1843      | Jean Baptiste Binoche |           |         |
| 1843                                     | 1848      | Cottal                |           |         |
| 1848                                     | 1861      | Jean Baptiste Binoche |           |         |
| 1862                                     | 1868      | Louis Regnaudin       |           |         |
| 1868                                     | 1878      | Augustin Raveneau     |           |         |
| 1878                                     | 1904      | Toussaint Belvaux     |           |         |
| Les données manquantes sont à compléter. |           |                       |           |         |
| mars 2008                                | mars 2014 | Patrick Vaucouleur    |           |         |
| mars 2014                                | en cours  | Stéphane Antunes      |           |         |

## Population et société

### Démographie
L'évolution du nombre d'habitants est connue à travers les recensements de la population effectués dans la commune depuis 1793. Pour les communes de moins de 10 000 habitants, une enquête de recensement portant sur toute la population est réalisée tous les cinq ans, les populations de référence des années intermédiaires étant quant à elles estimées par interpolation ou extrapolation. Pour la commune, le premier recensement exhaustif entrant dans le cadre du nouveau dispositif a été réalisé en 2007.

En 2022, la commune comptait 1 534 habitants, en évolution de −1,54 % par rapport à 2016 (Yonne : −1,95 %, France hors Mayotte : +2,11 %).
| 1793 | 1800 | 1806 | 1821 | 1831 | 1836 | 1841 | 1846 | 1851 |
| ---- | ---- | ---- | ---- | ---- | ---- | ---- | ---- | ---- |
| 400  | 485  | 512  | 464  | 555  | 565  | 564  | 654  | 660  |

| 1856 | 1861 | 1866 | 1872 | 1876 | 1881 | 1886 | 1891 | 1896 |
| ---- | ---- | ---- | ---- | ---- | ---- | ---- | ---- | ---- |
| 597  | 615  | 641  | 638  | 618  | 634  | 664  | 650  | 623  |

| 1901 | 1906 | 1911 | 1921 | 1926 | 1931 | 1936 | 1946 | 1954 |
| ---- | ---- | ---- | ---- | ---- | ---- | ---- | ---- | ---- |
| 525  | 546  | 525  | 437  | 462  | 456  | 491  | 548  | 635  |

| 1962 | 1968 | 1975  | 1982  | 1990  | 1999  | 2006  | 2007  | 2012  |
| ---- | ---- | ----- | ----- | ----- | ----- | ----- | ----- | ----- |
| 721  | 820  | 1 163 | 1 489 | 1 525 | 1 382 | 1 557 | 1 578 | 1 559 |

| 2017  | 2022  | - | - | - | - | - | - | - |
| ----- | ----- | - | - | - | - | - | - | - |
| 1 574 | 1 534 | - | - | - | - | - | - | - |

### Enseignement
Champs-sur-Yonne dispose d'une école maternelle, d'une école primaire et d'un lycée professionnel agricole.

### Santé
Un médecin généraliste, un cabinet dentaire et un cabinet de kinésithérapie.

### Associations
La commune possède de nombreuses associations sportives, sociales, culturelles, etc.
- CKN - Canoë-Kayak Nature

## Économie
La commune dispose de nombreux commerces, supermarché, bureau de tabac, et deux boulangeries.

## Culture locale et patrimoine

### Lieux et monuments
- Église Notre-Dame-de-Liesse[19]
- La Fontaine Sombron, ancien château d'eau privé[20]

### Personnalités liées à la commune
- Léon Binoche (1878-1962), joueur de rugby, champion olympique en 1900, est né à Champs-sur-Yonne.
- Djibril Cissé a vécu à Champs-sur-Yonne au temps où il jouait à l'AJ Auxerre.

### Héraldique
| Blason de Champs-sur-Yonne | Blason  | Coupé : d'argent au pont droit de trois arches de sable posé sur une rivière d'azur mouvant de la pointe et surmonté du nom de la commune en lettres de sable ; parti au I de gueules à la grappe de raisin d'or, cantonnée de quatre feuilles du même disposées en sautoir, au II de sinople au bouquet de deux cerises de gueules tigées et feuillées de deux pièces d'or. |
| Blason de Champs-sur-Yonne | Détails | Le statut officiel du blason reste à déterminer. |

## Pour approfondir